# 1LOVE
1LOVE（ワンラブ）は、日本の2人組女性CLUB系ユニット。

## メンバー
- KAHORI(かほり)

1979年9月2日生まれ、ボーカル＆作詞担当、東京都目黒区出身。
- DJ ERIKO(えりこ)

1979年1月2日生まれ、DJ＆サウンドコーディネート担当、東京都品川区出身。

## 略歴
- 2007年にKAHORI・ERIKO・DAIHEIの3人でFOTPを結成。FOTPではミニアルバム2枚、シングル2枚、フルアルバム2枚をリリース[1]。

- 1stシングル『Lover』から『CELEMONY』 がTBS格闘王のエンディングテーマに起用され、話題となる[2]。

- 2ndである両A面シングル『LOAD　UP/Brand new day』が、着うたサイト『オリコンインディーズ　CLUB/DANCE部門』でランキング独占1位。LOAD UPはNITTOタイヤのイメージソングとして起用され、東京オートサロンの同社ブースでライブパフォーマンスを実施した[3]。その他の楽曲もテレビ東京「アリケン」「アニソンぷらす」「音流」、テレビ埼玉「THE BEAT TIME」などの番組エンディングテーマとして起用された[4]。
- 2009年、TSUTAYAの着うた無料ダウンロードで年間6位になる。
- 2010年、DAIHEIが作家の道に進み、Vo.KAHORIとDJ ERIKOで『1LOVE』として活動開始。上海万博にも1LOVEとしてLIVEに出演。
- 2011年、avexから1LOVEとしての1st single 『Don't Let Go』を配信リリース。
- 2013年9月25日、カバー楽曲『STARSHIP』を配信リリース[5]。
- 2017年10月10日、FOTP『Just Marriage』を配信リリース。
- 2018年12月13日、KAHORIのソロプロジェクト「1FINGER」がCHA-KAとのコラボ楽曲『クリスマスの贈り物』配信リリース。
- 2019年2月9日、1FINGERがCHA-KAとのコラボ楽曲第二段『ライアーゲーム』配信リリース。
- 2020年7月3日、KAHORIソロプロジェクト　Infinity16とのコラボ楽曲『これからもずっとそばにいてね feat.Infinity16』配信リリース。
- 2020年10月16日、KAHORIソロプロジェクト YOKE aka DJREDBLOODとのコラボ楽曲『相変わらず』配信リリース。
- 2022年2月25日、KAHORIソロプロジェクトFLYINGCASTLE.名義で『君をのせて～GHIBULI DANCE MIX～』ジブリの名曲カバーをリリース。
- 2022年3月9日、KAHORIソロプロジェクトFLYINGCASTLE.名義で『風の通り道～GHIBULI DANCE MIX～』ジブリの名曲カバーをリリース。

## ディスコグラフィー
CROSS GAME （2008年4月23日発売 QZCG84006）
- 1. MILKY
- 2. 明日
- 3. breeze
- 4. Looking on the Shining Star
- 5. PLAZMA
- 6. Spring comes
- 7. Come Back To Me

Lover （2008年9月3日発売 QZCG84007）
- 1. Lover
- 2. Smily friend
- 3. CELEMONY TBS格闘王のエンディングテーマ

LOAD UP/Brand new day　（2009年2月11日発売 GMEC2005）
- 1. LOAD UP　NITTOタイヤイメージソング/テレビ埼玉「THE BEAT TIME」エンディングテーマ
- 2. Brand new day　テレビ東京『アリケン』/『アニソンプラス』エンディングテーマ

Cross Lover （2009年3月25日発売 GMEC2006）
- 1. Lover
- 2. PLAZMA（DJ show5 mix）
- 3. Smiley　Friend
- 4. CEREMONY
- 5. breeze
- 6. MILKY
- 7. 明日（英語バージョン）

FOTP SELECTION ZERO （2009年5月20日発売 GMEC2011）
- 1. Welcome to the FOTP
- 2. MAKING ROCKETS（テレビ東京『音流』エンディングテーマ）
- 3. MEMORIES MEMORIES【FOTP×DJ BOSS】
- 4. tell me
- 5. LOAD UP
- 6. HotSpot
- 7. COLD PAIN
- 8. Story of Love
- 9. Lover
- 10. brand new day
- 11. to be continued
- 12. Story of Love~DJ BOSS ALBUM REMIX~
- 13. Lover~mine-chang REMIX~

Don’t Let Go （配信限定シングル　2011年6月15日）
BEST HIT YCO （2012年2月29日発売 LC2124KD373）
- 09. Daisuke feat. KAHORI from 1LOVE

STARSHIP　Ryoji Takahashi feat.1LOVE （配信限定シングル　2013年9月25日）
Just Marriage FOTP（配信限定シングル　2017年10月10日）
クリスマスの贈り物　CHA-KA＆KAHORI（配信限定シングル　2018年12月9日）
ライアーゲーム　CHA-KA＆KAHORI（配信限定シングル　2019年2月9日）
これからもずっとそばにいてね feat.Infinity16（配信限定シングル　2019年7月9日）
相変わらず　YOKE aka DJREDBLOOD（配信限定シングル　2019年10月16日）
君をのせて～GHIBULI DANCE MIX～　FLYINGCASTLE.（配信限定シングル　2022年2月25日）
風の通り道～GHIBULI DANCE MIX～　FLYINGCASTLE.（配信限定シングル　2022年3月9日）

## 主なタイアップ
- 『CEREMONY』　TBS格闘王エンディング
- 『LOAD UP』　NITTOタイヤイメージソング/ テレビ埼玉『「THE BEAT TIME」エンディング
- 『Brand new day』 テレビ東京『アリケン』/テレビ東京『アニソンプラス』エンディング
- 『MAKING ROCKETS』テレビ東京『音流』エンディング
- 『Don't Let Go ～90sRB REMIX』　MXTV『KAHORIハウス』エンディング